# Grossmejster
Grossmejster (Гроссмейстер) è un film del 1972 diretto da Sergej Mikaėljan.

## Trama
Il film racconta dell'emozionante giocatore di scacchi Sergej Chlebnikov, che non gioca per amore della vittoria. E all'improvviso diventa il vincitore della partita internazionale dei candidati.